# Bač pri Materiji
Bač pri Materiji este o localitate din comuna Hrpelje - Kozina, Slovenia, cu o populație de 108 locuitori.